# Tahitina mumfordi
Tahitina mumfordi är en insektsart som beskrevs av Morgan Hebard 1935. Tahitina mumfordi ingår i släktet Tahitina och familjen syrsor. Inga underarter finns listade i Catalogue of Life.